# AN/FPS-6

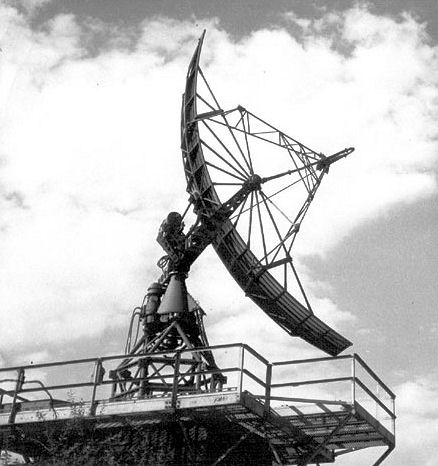
Antenne des AN/FPS-6

Das Radargerät AN/FPS-6 war ein stationärer Radarhöhenmesser großer Reichweite, der im Verantwortungsbereich des Luftverteidigungskommandos der US-Luftwaffe eingesetzt wurde.

## Entwicklungsgeschichte
Das AN/FPS-6 wurde durch die amerikanische Firma General Electric entwickelt und hergestellt. Zwischen 1953 und 1960 wurden insgesamt etwa 450 dieser Radargeräte beziehungsweise seiner mobilen Version AN/MPS-14 produziert. Die Radargeräte AN/FPS-90 und AN/FPS-116 waren bis auf Modifikationen im Empfänger identisch mit dem AN/FPS-6.
Das AN/FPS-6-Radar wurde in den späten 1950er-Jahren in Dienst gestellt und war mehrere Jahrzehnte lang der hauptsächlich genutzter Radarhöhenmesser in den Vereinigten Staaten. Es wurde auch von der Royal Air Force zusammen mit dem britischen Luftraumaufklärungsradar AMES (Air Ministry Experimental Station) Type 80 eingesetzt. Auch in Deutschland gab es Standorte, die mit diesem Radar ausgestattet waren. Sie wurden im Zeitraum ab Ende der 1980er- bis Anfang der 1990er-Jahre außer Betrieb genommen, da 3D-Radargeräte sich durchsetzten.

## Technik
Die hauptsächlichen Baugruppen waren Antenneneinheit, Sendereinheit und Empfängereinheit, daneben bestand das Radar aus den zu einer Hilfseinheit zusammengefassten Zusatzgeräten. Die meisten Standorte mit fester Installation hatten eine zusätzliche Fernsteuereinheit, die die Steuerung des Radars von der Betriebszentrale aus ermöglichte. Ebenfalls in der Betriebszentrale untergebracht waren die Störschutzempfänger. Diese Empfänger wurden mit dem Rohvideo von der Empfängereinheit versorgt und gaben verschiedene Arten von verarbeitetem Video aus, welche den Bedienern ermöglichten, Radarstörungen als solche zu erkennen.
Ursprünglich wurde das abgesetzte Sichtgerät vom Typ AN/OA-270 (Range Height Indicator, RHI) eingesetzt. Es wurde später durch das modernere Sichtgerät vom Typ AN/OA-929 ersetzt. Diese Sichtgeräte zeigten das Roh- oder das Störschutzvideo an und ermöglichten dem Bediener eine genauere Positionierung der Antenne im Seitenwinkel. Bei Standorten, die im SAGE-Netzwerk verbunden waren, wurde der Seitenwinkel der Antenne durch ein Steuerkommando der vorgesetzten Dienststelle grob ausgewählt und der Bediener konnte die Antenne zur genaueren Zielsuche nur um plus oder minus zehn Grad drehen.
Das AN/FPS-90 war eine Weiterentwicklung und wurde als Hochleistungsradar bezeichnet. Es verwendete ein Magnetron vom Typ QK-338A mit einer Spitzenleistung von 4,5 MW  (im Gegensatz zu dem vorher eingesetzten Magnetron vom Typ QK-327A mit nur 3,5 MW Spitzenleistung). Die erste Mischstufe im Empfänger wurde ebenfalls modifiziert, um eine bessere Empfängerdynamik zu ermöglichen. Aufgrund von hohen Wartungskosten und Ausfallraten wurden diese Radargeräte Ende der 1960er-Jahre alle auf das ursprünglich im AN/FPS-6 verwendete Magnetron zurück gerüstet und waren nicht mehr so leistungsfähig. Das Radar behielt jedoch seine Bezeichnung AN/FPS-90 aufgrund der Modifikationen am Empfänger. Alle anderen Baugruppen waren in allen drei Versionen identisch.
| Technische Daten AN/FPS-6 | Technische Daten AN/FPS-6 |
| ------------------------- | ------------------------- |
| Frequenzbereich           | 2,7–2,9 GHz               |
| Pulswiederholzeit         |                           |
| Pulswiederholfrequenz     | 300–405 Hz                |
| Sendezeit (PW)            | 2 µs                      |
| Empfangszeit              |                           |
| Totzeit                   |                           |
| Pulsleistung              | 3,5 oder 4,5 MW           |
| Durchschnittsleistung     |                           |
| angezeigte Entfernung     | bis 370 km                |
| Entfernungsauflösung      | 300 m                     |
| Öffnungswinkel            | β:3,2°, ε:0,9°            |
| Trefferzahl               |                           |
| Antennenumlaufzeit        |                           |